# Авдоши (Красногородский район)
Авдоши́ — деревня в Красногородском районе Псковской области России. Входит в состав Красногородской волости.

## География
Деревня находится в юго-западной части Псковской области, в зоне хвойно-широколиственных лесов, к югу от болота Лущилов Мох, на расстоянии примерно 15 километров (по прямой) к северо-востоку от посёлка городского типа Красногородск, административного центра района. Абсолютная высота — 100 метров над уровнем моря.

### Климат
Климат характеризуется как умеренно континентальный, мягкий, с прохладной зимой и тёплым летом. Средняя многолетняя температура самого холодного месяца (января) составляет −7°С, температура самого тёплого (июля) — +17°С. Среднегодовое количество осадков — до 650 мм. Вегетационный период длится 120—130 дней в году.

### Часовой пояс
Деревня Авдоши, как и вся Псковская область, находится в часовой зоне МСК (московское время). Смещение применяемого времени относительно UTC составляет +3:00.

## История
В XIX столетии деревня входила в состав 1-го стана Матюшкинской волости Опочецкого уезда. В списке населённых мест Российской империи по сведениям 1859–1873 годов название Авдоши указано в скобках, а основное название — Бабаево. Аналогичная ситуация с названием деревни присутствует и в списке населённых мест Псковской губернии за 1872-1877 годы, опубликованном в 1885 году.
До 3 июня 2010 года населённый пункт входил в состав Ильинской волости, с 2010 по 2015 годы — в состав ныне упразднённой Партизанской волости.

## Население
| 2001 | 2002 | 2010 |
| ---- | ---- | ---- |
| 7    | ↘6   | ↘1   |

В 1860-1870-х годах в Авдошах было восемь дворов и 49 жителей.
Согласно результатам переписи 2002 года, в национальной структуре населения русские составляли 100 %.